# エルンシェルツビク

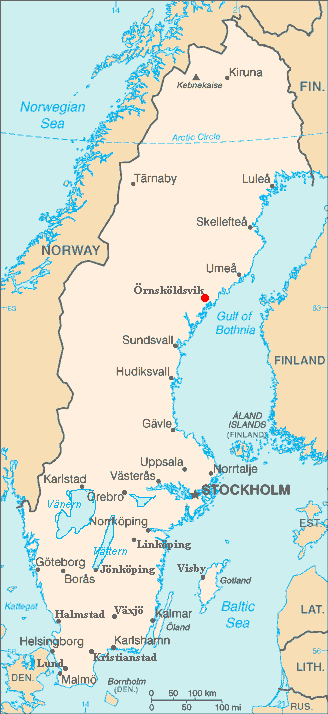
エルンシェルツビクの位置

エルンシェルツビク(Örnsköldsvik [œɳɧœldsˈviːk] 発音例)は、スウェーデンオンゲルマンランド地方のヴェステルノールランド県にある町。人口は約33,000人である。ボスニア湾の天然港であり、世界遺産となっているクヴァルケン群島とヘーガ・クフテンの最も北部にあたる。エンシェルツヴィークとも表記される。

## 歴史
青銅器時代の遺跡記録が残っている。町の郊外には「Gene fornby」と呼ばれる観光人気スポットとなっている鉄器時代の遺跡がある。都市としての歴史は若く1842年に商業地となり1894年に都市となった。主要な産業は交易と重工業でありパルプの製造が盛んである。

## 教育
この地域の大学としてはミッドスウェーデン大学とウメオ大学がある。

## 交通
主要な道路としてEuropean route E4がある。またストックホルムとの間をスカンジナビア航空の路線が毎日飛んでいる。またペガサス航空のチャーター便がトルコとの間を結んでいる。高速の鉄道路線も建設されている。港を通して貨物船によって材木などの輸送が行われている。

## レクリエーション、スポーツ
山に囲まれた土地のためハイキングやハイコーストを歩き回ることが人気となっている。スキーとアイスホッケーが人気でありクロスカントリースキー、アルペンスキー、スキージャンプなどが行われている。町の近くの海岸はキャンプ地にもなっている。屋内ウォーターパークもあり、ここにはヨーロッパで最も長いウォータースライダーが設置されている。
スポーツもさかんで町のアイスホッケークラブのMODO Hockeyは1979年と2007年に国内優勝を果たしている。あまり実績がないが地元のサッカークラブとして、Friska Viljor FC、Anundsjö IFの2チームがあり共に人気である。
町の中心より南にアイスホッケーのスーパースター、ピーター・フォースバーグによってゴルフコースが造られている。
1976年に第1回冬季パラリンピックが開催され、冬季パラリンピック発祥の地と言われる。

## 主な出身者
ピーター・フォースバーグ、マーカス・ラズランド、ニクラス・サンドストロム、双子のダニエル・セディン、ヘンリク・セディン、サミュエル・パールソンら何人ものアイスホッケーのスーパースターがここの出身である。アイスホッケー以外ではサッカースウェーデン女子代表のキャプテンを務めるマリン・モストレムやクロスカントリースキー、バイアスロン選手のマグダレナ・フォシュベリ、彫刻家のハンス・エドバーグ、1940年代から1950年代初めに活躍したクロスカントリースキー選手のマルタ・ノルドバーグなど。

## 姉妹都市
- - Äänekoski, フィンランド
- - Sigdal, ノルウェー
- - クヴェラゲルジ, アイスランド
- - ブランデ, デンマーク
- - Tarp, ドイツ